# Poiana Vadului
Poiana Vadului là một xã thuộc hạt Alba, România. Dân số thời điểm năm 2002 là 1306 người.